# FLASH-RT

## FLASH-RT
Em Radioterapia, existem diversas técnicas de tratamento, as quais variam segundo forma de aplicação, teleterapia ou radioterapia. Uma segunda classificação para radioterapia se dá através das taxas de dose, sendo LDR um tratamento com taxa de dose abaixo de 0,1 Gy/min (LDR, do inglês Low dose rate), acima de 10 Gy/min taxa de dose convencional e entre 10 e 100 kGy/min alta taxa de dose (HDR, do inglês High dose rate) 
. 
FLASH-RT é técnica de tratamento na área de radioterapia acima da classificação de HDR, denominada ultra alta taxa de dose (uHDR). Terapia uHDR é reconhecida para taxas de dose superiores à 2400 Gy/min.
A terapia FLASH promove um efeito diferencial entre os tecidos normais e tumorais. FLASH viabiliza um maior controle tumoral e um efeito de proteção em tecido sadio, alargando assim, a janela terapêutica do tratamento. Em radioterapia, a janela terapêutica (JT), representa uma curva de dose resposta para um tratamento, mostrando a resposta característica da probabilidade de controle tumoral (TCP, do inglês Tumor Control Probability) e probabilidade de complicação em tecido sadio, (NTCP, do inglês Normal Tissue Complication Probability), analisadas para um determinado efeito . Assim, JT é dada pela diferença entre as curvas de TCP e NTCP, em dose, para um efeito específico.
A hipótese, que existe hoje para explicação do efeito de proteção em tecido sadio é pautada na depleção de oxigênio no microambiente imitando um estado de hipóxia dos tecidos. O oxigênio atua como um radiosensibilizador, fixando os danos indiretos produzidos pela irradiação. Uma célula hipóxica, do ponto de vista de interação com a radiação ionizante, possui característica de radioresistência, promovendo um efeito de proteção em ambos os tecidos, tanto sadios quanto tumorais. 
Terapia FLASH representa uma área de pesquisa que vem sendo retomada devido aos avanços tecnológicos em equipamento de radioterapia, os quais possibilitam a utilização destas taxas de dose ultra altas. Todavia ainda não estão fechados, possuindo gaps na área de conhecimento.